# Zosterisessor ophiocephalus
Zosterisessor ophiocephalus is een straalvinnige vissensoort uit de familie van grondels (Gobiidae). De wetenschappelijke naam van de soort is voor het eerst geldig gepubliceerd in 1814 door Pallas.
De soort staat op de Rode Lijst van de IUCN als Onzeker, beoordelingsjaar 1996.

## Soort
- Zosterisessor opiocephalus (Pallas, 1814)